# Küstencodo
Der Codo de ribera, Küstencodo, war ein spanisches Längenmaß und Raummaß. Das Maß unterschied sich vom gewöhnlichen Codo. Drei Codo de ribera entsprachen vier gewöhnlichen Codo.

## Längenmaß
- 1 Küstencodo = 8 Palmos de ribera = 55,728 Zentimeter[1]
- Kuba, Mexiko: 1 Codo de ribera = 56,5 Zentimeter

## Volumenmaß
Als Code cubo de ribera war das Maß in der Provinz Galicien ein Volumenmaß und wurde für Balken und Bretter verwendet.
- 1 Code cubo de ribera = 0,173 Kubikmeter